# Rai Sankli
Rai Sankli fou un estat tributari protegit al prant de Jhalawar, a l'agència de Kathiawar, presidència de Bombai, format per dos pobles. Els ingressos s'estimaven en 900 lliures i pagava un tribut de 55 lliures al govern britànic, i de 38 lliures al nawab de Junagarh. La superfície era de 16 km² i la població de 721 habitants.